# Мелерова мангуста
Мелеровата мангуста (Rhynchogale melleri) е вид бозайник от семейство Мангустови (Herpestidae).

## Разпространение
Видът е разпространен в Демократична република Конго, Есватини, Замбия, Зимбабве, Малави, Мозамбик, Танзания и Южна Африка.